# Вашингтон (Оклахома)
Вашингтон (енгл. Washington) град је у америчкој савезној држави Оклахома.

## Демографија
По попису из 2010. године број становника је 618, што је 98 (18,8%) становника више него 2000. године.
| Група             | 2000.       | 2010.       |
| Белци             | 467 (89,8%) | 517 (83,7%) |
| Афроамериканци    | 0 (0,0%)    | 1 (0,2%)    |
| Азијати           | 0 (0,0%)    | 1 (0,2%)    |
| Хиспаноамериканци | 22 (4,2%)   | 37 (6,0%)   |
| Укупно            | 520         | 618         |